# Klein Matterhorn
Klein Matterhorn – szczyt w Alpach Pennińskich, w masywie Breithorn - Lyskamm. Leży w Szwajcarii, w kantonie Valais, w pobliżu miejscowości Zermatt oraz Matterhornu. Na szczyt prowadzi kolejka linowa, wybudowana w 1979 roku. Umożliwia ona łatwe wejście na pobliskie czterotysięczniki, między innymi Breithorn, Castor i Pollux. Górna stacja kolejki znajduje się na wysokości 3820 m i jest najwyżej położoną kolejką w Europie. We wrześniu 2018 roku otwarto drugą, równoległą kolejkę. Jest to kolej gondolowa w systemie trzylinowym.
Pierwszego wejścia na szczyt dokonał Horace-Bénédict de Saussure w 1789 r.